# Siamoadapis
Siamoadapis es un género extinto de primate adapiforme que existió en Tailandia durante el Mioceno. Los fósiles de la única especie descrita del género,Siamoadapis maemohensis, fueron descubiertos en la capa de lignito en una mina de carbón en el distrito de Mae Mo en la provincia de Lampang al norte de Tailandia, sitio por el cual recibió su nombre específico. El hallazgo consistió en 4 mandíbulas desenterradas por un equipo de geólogos tailandeses y franceses en 2004. Su antigüedad se estimó entre 13,1 y 13,3 millones de años y descrito formalmente en 2007 por un equipo liderado por el geólogo Yaowalak Chaimanee del Departamento de Recursos Minerales de Tailandia.
Era un primate muy pequeño, con una longitud corporal de 15 centímetros y un peso estimado de 500 gramos. La especie se diferencia de las otras especies de sivaladapidos del Mioceno por su pequeño tamaño y características de su dentadura. 